# Wspólnota administracyjna Donaustauf
Wspólnota administracyjna Donaustauf – wspólnota administracyjna (niem. Verwaltungsgemeinschaft) w Niemczech, w kraju związkowym Bawaria, w rejencji Górny Palatynat, w regionie Ratyzbona, w powiecie Ratyzbona. Siedziba wspólnoty znajduje się w miejscowości Donaustauf, a jej przewodniczącym jest Hans Lauberger.
Wspólnota administracyjna zrzesza jedną gminę targową (Markt) oraz dwie gminy wiejskie (Gemeinde): 
- Altenthann, 1 553 mieszkańców, 21,26 km²
- Bach an der Donau, 1 826 mieszkańców, 14,82 km²
- Donaustauf, gmina targowa, 3 818 mieszkańców, 9,72 km²